# Zăicești, Botoșani
Zăicești este un sat în comuna Bălușeni din județul Botoșani, Moldova, România.